# Rouf (Athènes)
Pour les articles homonymes, voir Rouf.
Rouf (en grec moderne : Ρουφ) est un quartier d'Athènes en Grèce, à l'ouest de l'Acropole.